# (523601) 2003 UY413
(523601) 2003 UY413 est un objet de la ceinture de Kuiper classé comme cubewano.

## Découverte
Cet objet a été découvert pour la première fois en 1996 et alors nommé 1996 TC68. Redécouvert en 2003 sans qu'on sache alors qu'il s'agissait du même objet, il reçut la désignation 2003 UY413. Après identification, le nom 2003 UY413 fut conservé comme désignation provisoire principale.

## Caractéristiques
(523601) 2003 UY413 mesure environ 380 kilomètres de diamètre.